# And in the End...
And in the End... is de tweeëntwintigste aflevering van het vijftiende seizoen van de televisieserie ER, die voor het eerst werd uitgezonden op 2 april 2009.

## Verhaal
Dit is de laatste aflevering van twee uur van de televisieserie ER.
Dr. Carter opent zijn nieuwe privékliniek die door zijn stichting is bekostigd. Hij wordt bij de opening bijgestaan door zijn oude collega's en zijn vriendin Makemba 'Kem' Likasu. Na de opening gaat hij met zijn oude collega's nog wat nadrinken en napraten in een café.
Dr. Gates behandelt een tienermeisje dat aan alcoholvergiftiging lijdt na een drinkwedstrijd met vriendinnen. Hij is onthutst dat de ouders van een van de vriendinnen dit toestond en licht hiervoor de politie in. Ondertussen is hij druk bezig om samen met Alex met het verjaardagscadeau voor Taggart, het betreft het opknappen van een oude Ford Mustang.
Op de SEH komen nieuwe kandidaten voor een stage voor de studie geneeskunde. Hieronder bevindt zich ook de dochter van dr. Greene, Rachel, die snel de aandacht trekt van dr. Carter. Dr. Carter is vereerd dat zij voor deze studie geïnteresseerd is en vraagt aan dr. Banfield of zij haar aan wil nemen.

## Rolverdeling

### Hoofdrollen
- Noah Wyle - Dr. John Carter
- Laura Innes - Dr. Kerry Weaver
- Sherry Stringfield - Dr. Susan Lewis
- Parminder Nagra - Dr. Neela Rasgrota
- John Stamos - Dr. Tony Gates
- Scott Grimes - Dr. Archie Morris
- David Lyons - Dr. Simon Brenner
- Eriq La Salle - Dr. Peter Benton
- Matthew Watkins - Reese Benton
- Alexis Bledel - Dr. Julia Wise
- Angela Bassett - Dr. Cate Banfield
- Victor Rasuk - Dr. Ryan Sanchez
- Emily Rose - Dr. Tracy Martin
- Bresha Webb - Dr. Laverne St. John
- Linda Cardellini - verpleegster Samantha Taggart
- Dominic Janes - Alex Taggart
- Laura Cerón - verpleegster Chuny Marquez
- Deezer D - verpleger Malik McGrath
- Lily Mariye - verpleegster Lily Jarvik
- Yvette Freeman - verpleegster Haleh Adams
- Ellen Crawford - verpleegster Lydia Wright
- Angel Laketa Moore - verpleegster Dawn Archer
- Nasim Pedrad - verpleegster Suri
- Montae Russell - ambulancemedewerker Dwight Zadro
- Brendan Patrick Connor - ambulancemedewerker Reidy
- Lyn Alicia Henderson - ambulancemedewerker Pamela Olbes
- Demetrius Navarro - ambulancemedewerker Morales
- Michelle Bonilla - ambulancemedewerker Christine Harms
- Brian Lester - ambulancemedewerker Brian Dumar
- Louie Liberti - ambulancemedewerker Bardelli
- Emily Wagner - ambulancemedewerker Doris Pickman
- Sam Jones III - Chaz Pratt
- Thandie Newton - Makemba 'Kem' Likasu
- Hallee Hirsh - Rachel Greene
- Abraham Benrubi - Jerry Markovic
- Troy Evans - Frank Martin
- Chloe Greenfield - Sarah Riley

### Gastrollen (selectie)
- Ernest Borgnine - Paul Manning
- Lynn Ann Leveridge - Sue Manning
- Beverly Polcyn - Marjorie Manning
- Cara Buono - Lisa Salamunovich
- Brian Haley - Chris Salamunovich
- Marilu Henner - Linda
- Arthur Allan Seidelman - Mr. Gandhi
- Stefanie Black - Tiffany
- Michael Reilly Burke - Dick White
- Danielle Chuchran - Sloan
- Ivonne Coll - oma
- Demetrius Grosse - politieagent Newkirk
- Peter Haskell - Fred Thunhurst
- Bjorn Johnson - Mark Taylor
- Clayton Rohner - Roger Anderson